# St. Bartholomäus und Hl. Kreuz (Hausen)

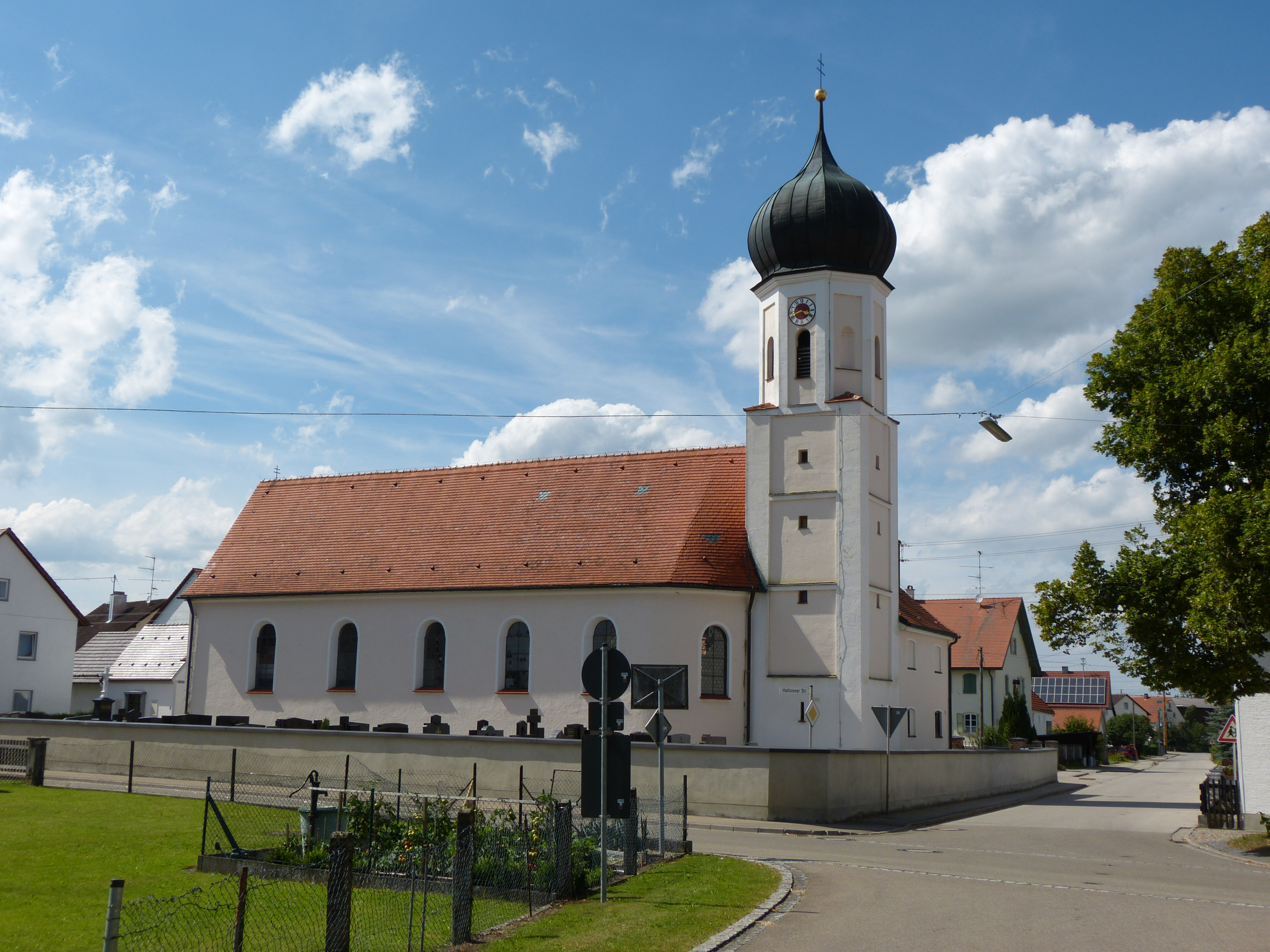
St. Bartholomäus und Hl. Kreuz in Hausen

Die katholische Pfarrkirche St. Bartholomäus und Heilig Kreuz ist ein denkmalgeschützter Kirchenbau im Osten der Ortschaft Hausen, einem Ortsteil der Gemeinde Salgen im Landkreis Unterallgäu (Bayern) und ist von einem Friedhof umgeben. Die Kirche trägt sowohl das Patrozinium des Apostels Bartholomäus, das am 24. August gefeiert wird, wie auch das der Kreuzerhöhung mit dem Patroziniumsfest am 14. September.

## Geschichte
Bereits 1501 wird eine Hl.-Kreuz-Kapelle genannt. Eine Kaplanei, als Filiale von Pfaffenhausen, wurde 1523 durch Georg von Frundsberg bei der St.-Bartholomäus-Kirche gestiftet. Ab dem Jahr 1850 bestand eine Pfarrkuratie, ein Jahr später ab 1851 eine eigenständige Pfarrei. Den wohl ältesten Baubestandteil stellt der spätgotische Turmunterbau aus der Zeit um 1500 dar. Die Obergeschosse des Turmes wurden ca. 1700 aufgesetzt. Der restliche Kirchenbau wurde in der Mitte des 18. Jahrhunderts neu errichtet und das Langhaus 1833 um eine Achse in Richtung Westen erweitert. Eine neuerliche Erweiterung fand 1853 mit der Vergrößerung der Sakristei in Richtung Norden durch Maurermeister Xaver Stark aus Pfaffenhausen statt.
Die Orgel wurde 1862 installiert. Der ehemalige Hochaltar – gemäß einer Beschreibung aus dem Jahr 1863 „im Zopfstil“ – wurde in den Jahren 1872/1873 ersetzt. Der neue, von Schreiner Thomas Ried aus Nassenbeuren, gefertigte Hochaltar wurde von X. Holzbaur aus Mindelheim gefasst. Das Gemälde des Gekreuzigten stammt von Johann Kaspar. Um die Jahrhundertwende 1900 wurden Neurokoko-Altäre aufgestellt. Renovierungen fanden unter anderem 1923 und in den Jahren 1991 bis 2000 statt.

## Baubeschreibung

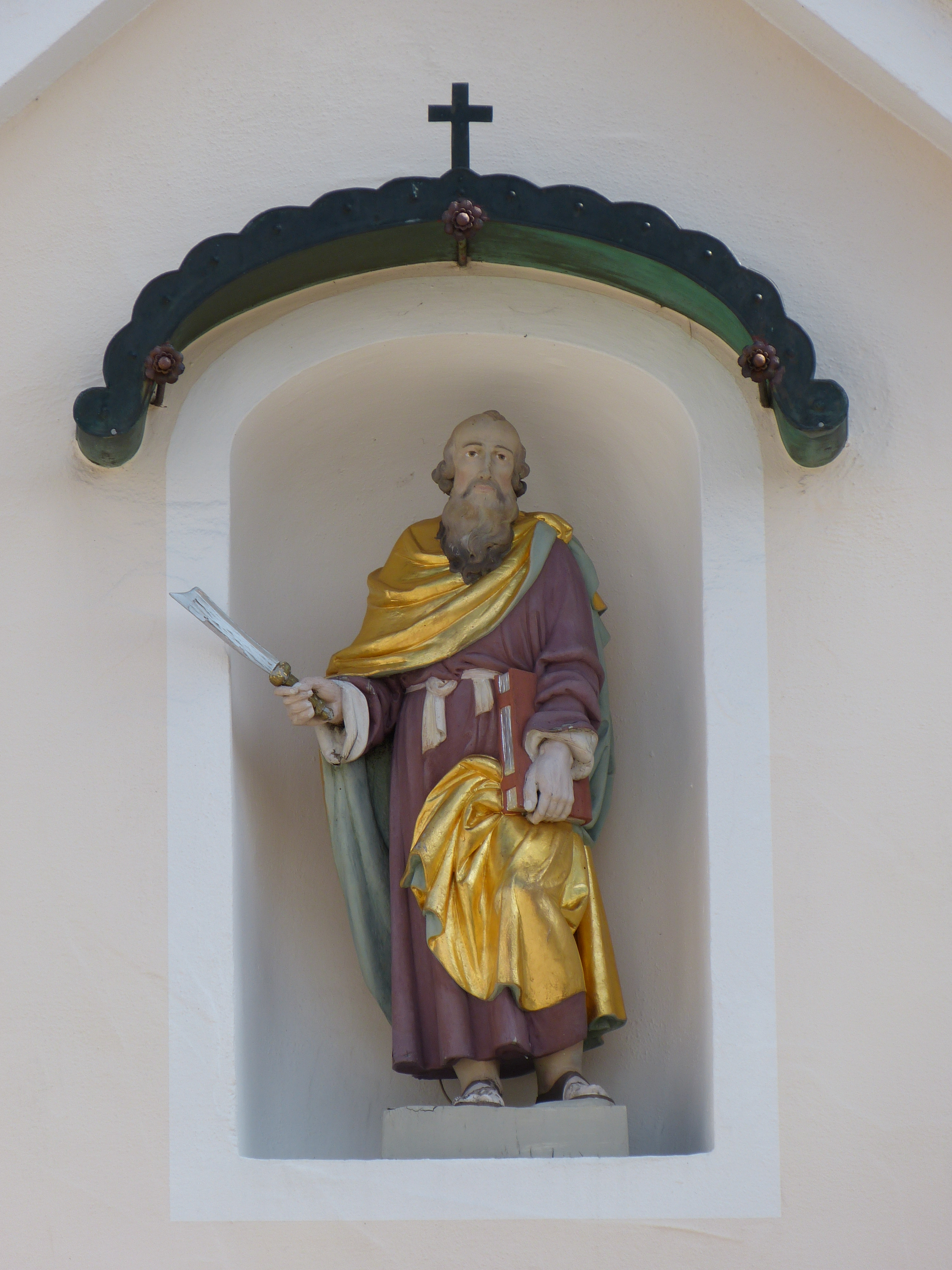
Neugotische Figur des Apostels Bartholomäus im Giebel der Sakristei

Die Kirche besteht aus einem Langhaus mit fünf Fensterachsen mit eingezogenen rundbogigen Fenstern. Die Decke des Langhauses bildet eine Spiegeldecke über Profilgesims. In der später erbauten Westachse ruht die Empore auf zwei Säulen. In der Mitte der Emporenbrüstung ist ein moderner Orgelprospekt angebracht. Durch den flachbogigen Chorbogen schließt sich der Chor in gleicher Höhe und Breite wie das Langhaus an. Der Chor besitzt einen segmentbogigen Grundriss. In einer flachbogigen Wandvertiefung an der Stirnseite des Chores ist der Hochaltar eingesetzt. Ein Rundbogenfenster befindet sich rechts des Hochaltares, auf der gegenüberliegenden Seite führt eine Stichbogentür in die Sakristei. Oberhalb der Sakristeitür ist eine eingezogene rundbogige Oratoriumsöffnung.
Ein durchgehendes Satteldach deckt sowohl das Langhaus, wie auch den nicht eingezogenen Chorraum. Unterhalb des Daches verläuft ein profiliertes Traufgesims. In der 1833 neu geschaffenen Westseite ist ein kleines Halbkreisfenster eingesetzt. Das Vorzeichen besitzt drei Arkaden, von denen die nördliche gefasst ist. Im Vorzeichen befindet sich auch das Portal mit neugotischen Türflügeln. Am Chorscheitel befindet sich der Kirchturm mit seinem spätgotischen quadratischen Unterbau. Spuren eines Gewölbes lassen sich im Erdgeschoss finden. Auf den Unterbau schließen sich drei, durch Gesimse geteilte, Geschosse mit Ecklisenen an. Das oktogonale Obergeschoss des Kirchturmes wurde um 1700 geschaffen und besitzt dünne Ecklisenen. Diese sind unterhalb des profilierten Gesimses mit einem Querband verbunden. In den sich dadurch ergebenden Blenden befinden sich rundbogige Schallöffnungen. Gedeckt ist der Kirchturm mit einer Zwiebelhaube aus Blech. An der Nordseite des Chores befindet sich die 1853 erbaute Sakristei. Die Ostseite der zweigeschossigen Sakristei schließt dabei bündig mit dem Kirchturm ab. Eine neugotische Figur des Apostels Bartholomäus befindet sich im Nordgiebel der mit einem Satteldach gedeckten Sakristei.

## Ausstattung

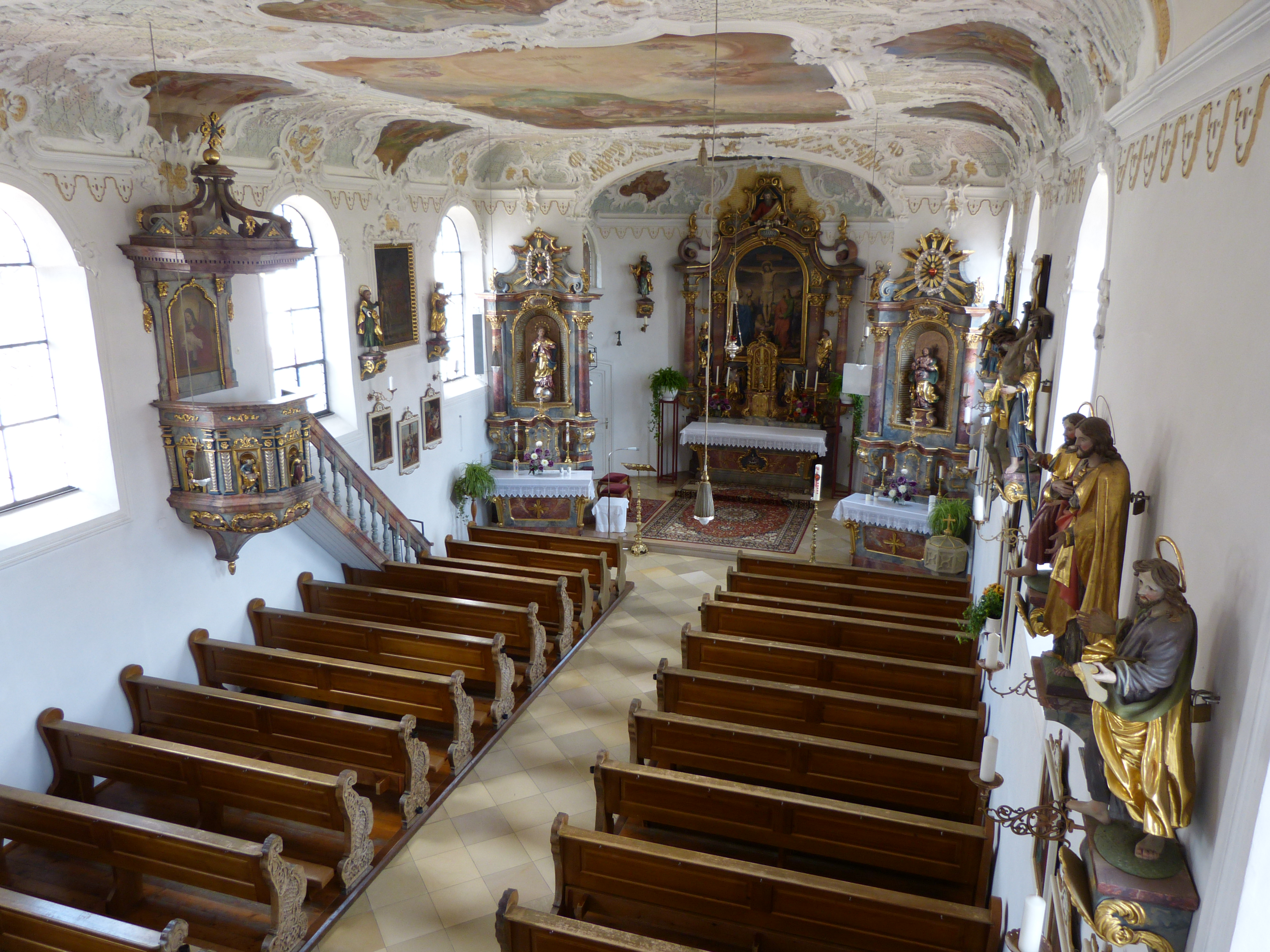
Innenansicht

### Altäre
Der Hochaltar, wie auch die beiden Seitenaltäre, wurden um 1900 im Stil des Neurokoko geschaffen. Sie bestehen aus marmorierten Holzaufbauten mit Golddekor. Beidseitig des Tabernakels am Hochaltar befinden sich kniende Engel. Das um 1872 von Johann Kasper geschaffene rundbogige Altarbild stellt einen Kalvarienberg dar. Flankiert wird das Altarbild von Pfeilern und weiter außen von Säulen. Im Raum zwischen Pfeiler und Säule befindet sich jeweils eine gefasste Holzfigur aus dem 15. Jahrhundert. Links ist der heilige Nikolaus und rechts der heilige Laurentius dargestellt. Im Altarauszug ist eine Figur Gottvaters zu eingesetzt. Die beiden, 1924 veränderten, Seitenaltäre bestehen aus einer konkaven Rundbogennische, die von zwei Säulen flankiert wird. In der Rundbogennische ist im linken Seitenaltar eine Holzfigur der Immaculata aus der Mitte des 18. Jahrhunderts, im rechten eine des heiligen Josef aus dem zweiten Viertel des 18. Jahrhunderts aufgestellt.

### Kanzel
Um das Jahr 1680 wurde die Kanzel geschaffen, die jedoch in späterer Zeit zum Teil verändert wurde. Sie ist aus marmoriertem Holz gefertigt und mit Gold- und Silberdekor versehen. Die Außenseite des polygonalen Kanzelkorbs ist durch Paare geschuppter Hermenpilaster gegliedert. Zwischen den Pilastern, in Muschelnischen, sind Statuetten der vier Evangelisten aufgestellt. Das Gemälde des Guten Hirten an der Rückwand der Kanzel stammt aus der zweiten Hälfte des 19. Jahrhunderts. Dieses wird von dünnen Pilastern mit Rocaillekapitellen und klassizistischen, eckigen Vouten flankiert. Auf dem Schalldeckel ist eine Kugel mit aufgesetztem rocaillebesetztem Kreuz vorhanden.

### Fresken
Die Fresken im Chor sowie im Langhaus wurden 1754 von Johann Baptist Enderle geschaffen. An der Decke des Chores ist das Martyrium des heiligen Bartholomäus dargestellt. Das Fresko in der Mitte des Langhauses zeigt den heiligen Konstantin mit Gefolge wie er das Kreuz erblickt. Dabei befindet sich die Inschrift In hoc signo vinces. Die Schlacht gegen Maxentius ist rechts im Hintergrund dargestellt. Es trägt die Signatur Joh. Enderle pinx. 1754. Um das Hauptfresko befinden sich weitere polychrome Fresken mit Szenen in Bezug auf das heilige Kreuz. Im Uhrzeigersinn, beginnend am Chorbogen, zeigen diese:
- die Eherne Schlange

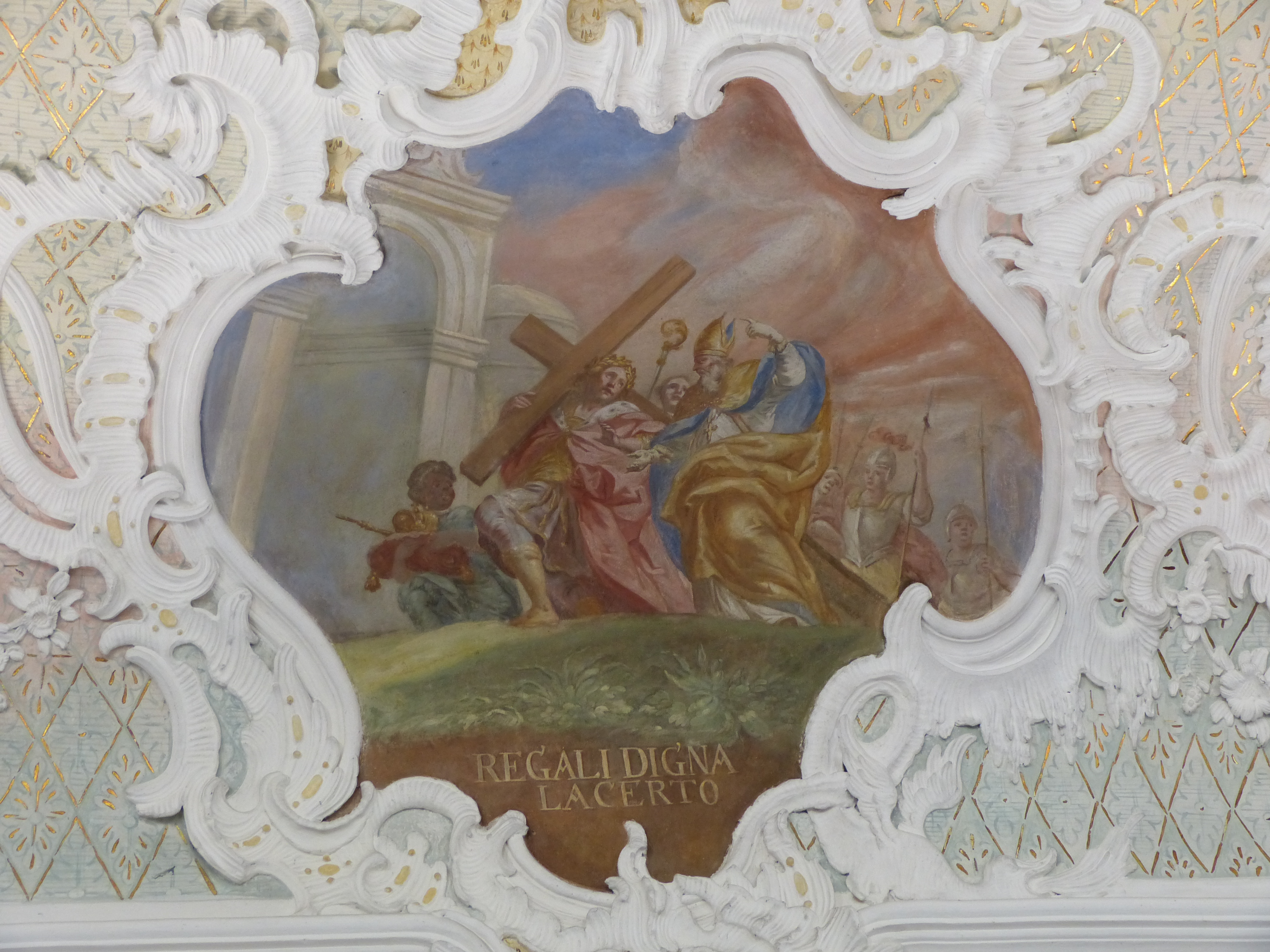
Kaiser Herakleios trägt das Kreuz nach Jerusalem

- vom Kreuz niederzuckende Blitze, die Tod, Teufel, Unglaube und Ketzerei vernichten. Dazu die Inschrift SCI(T) DEBELLARE REBELLES
- Kaiser Herakleios, wie dieser das wiedergewonnene Kreuz nach Jerusalem trägt, daneben ein Bischof und die Inschrift REGALI DIGNA LACERTO
- einen Jüngling wie er unter dem Kreuz ruht, während die Versuchungen Teufel, Venus und Amor fliehen. Die Inschrift lautet HIC TUTA QUIES
- die Kreuzauffindung durch die heilige Helena mit Inschrift GAZIS COMPENSAT HONOREM
- Moses mit Schriftrolle im Lager der Israeliten

Die Fresken im neueren Westteile des Langhauses sind neubarock und zeigen einen gefallenen Soldaten vor einem Kruzifix. Das Fresko ist mit I. Huwyler 1923 bezeichnet. Beidseitig davon zeigen Fresken den heiligen Franz Xaver in einer Taufszene sowie den heiligen Franz von Assisi.

### Sonstige Ausstattung
Das Gestühl wurde im 18. Jahrhundert gefertigt und enthält an den geschweiften Eichenholzwangen reiches Schnitzdekor. Die letzten sechs Reihen sind neuer als die anderen, circa 1833, und besitzen nur schlichtes Dekor an den geschweiften Wangen. Die Beichtstühle im Chor sind Neurokoko, die Kommunionbank neugotisch. Der aus Sandstein gefertigte Taufstein ist ebenfalls neugotisch.
In der Kirche befinden sich mehrere gefasste Holzfiguren, so an den Wänden von Chor uns Langhaus Statuetten der zwölf Apostel aus dem ersten Viertel des 18. Jahrhunderts. Das Kruzifix an der Chornordwand stammt aus der Mitte des 18. Jahrhunderts, der Auferstehungsheiland aus der ersten Hälfte des 18. Jahrhunderts.
Eingelassen in die Nordwand ist ein Gemälde aus dem 17. Jahrhundert mit der Darstellung des Martyriums des heiligen Sebastian. Gegenüberliegend an der Südwand ist ein Marienbild in Metall- und Schnitzrahmen aus der Mitte des 18. Jahrhunderts vorhanden. Die Kreuzwegstationen stammen vom Ende des 19. Jahrhunderts.